# Carnival Games
Carnival Games (conocido en Europa y Australia como Carnival Funfair Games) es un videojuego para la consola de videojuegos doméstica Wii de Nintendo y la consola portátil Nintendo DS. Fue publicado por Global Star Software, antes de ser absorbido por Take-Two Interactive (y lo que ahora es 2K Play).
A pesar de las críticas mixtas de la mayoría de los sitios web de juegos y de los críticos, el juego fue un éxito comercial. Las versiones de Wii y DS del juego han enviado en conjunto más de 7 millones de copias hasta la fecha, lo que según el Grupo NPD, es el tercer juego de terceros más vendido en la Wii.
Como resultado del éxito del original, se anunció una continuación para la Wii, que se lanzó en el otoño de 2008, titulada Carnival Games: Mini-Golf.  Una secuela propiamente dicha, New Carnival Games, se lanzó el 21 de septiembre de 2010 para la Wii y la Nintendo DS. Un nuevo juego para PlayStation 4, Xbox One y Nintendo Switch, llamado simplemente Carnival Games, se lanzó el 6 de noviembre de 2018.

## Juego
El juego consiste en varios minijuegos con tema de carnaval, como Alley Bowling, Lucky Cups, Nerves of Steel, Hoops, y Day at the Races, y Buckets Of Fun. Estos se establecen a través de cinco áreas temáticas diferentes del carnaval. El jugador puede incluso ganar premios virtuales dependiendo de su puntuación. También hay muchos huevos de Pascua escondidos. El jugador también puede jugar en el modo multijugador con hasta cuatro jugadores seleccionando una cabina. Los juegos incluyen ka-pow y hole in 1.

## Recepción
El sitio de revisión de la compilación Metacritic calculó una puntuación total de 56/100 (27 revisiones) para el juego. GameSpot le dio al juego un 4,5 de 10, Nintendo Power un 7 de 10, IGN un 6,5 de 10, y GameTrailers un 7,3 de 10 y la Revista Oficial de Nintendo sólo un 38%. [cita requerida]
Carnival: Funfair Games recibió el premio "Doble Platino" por las ventas de la Asociación de Editores de Software de Entretenimiento y Ocio (ELSPA), lo que indica unas ventas de al menos 600.000 copias en el Reino Unido.

## Secuelas
El 21 de octubre de 2008, un seguimiento titulado Carnival Games: Mini-Golf fue lanzado en los Estados Unidos. Una secuela propiamente dicha, New Carnival Games fue lanzada el 21 de septiembre de 2010. Un nuevo juego de la serie, llamado simplemente Carnival Games, se lanzó el 6 de noviembre de 2018 para PlayStation 4, Xbox One y Nintendo Switch. A partir de 2018, la serie ha vendido más de 9,5 millones de unidades.